# Piper J-3 Cub
O Piper J-3 Cub é um avião monomotor a pistão, fabricado de1937 a 1947 pela norte-americana Piper Aircraft. Com assentos em tandem, seu projeto inicial era de uma aeronave para treinamento civil, mas se tornou um dos mais populares aviões leves de todos os tempos. Sua simplicidade, acessibilidade e popularidade é comparada ao sucesso do Ford Model T.
A pintura padrão da aeronave, na cor amarela, se tornou conhecida como Cub Yellow ou Lock Haven Yellow.

## Características
A aeronave é um monoplano de asa alta e suporte de sustentação com uma asa retangular de grande área. É mais frequentemente movido por um motor a pistão de quatro cilindros horizontais opostos, refrigerado a ar que aciona uma hélice de passo fixo. Sua fuselagem é uma estrutura de aço soldada revestida de tecido, acomodando duas pessoas em tandem.
O Cub foi projetado como um treinador. Teve grande popularidade nesta função e como aeronave de aviação geral. Devido ao seu desempenho, era adequado para uma variedade de usos militares, como reconhecimento, ligação e controle de solo. Foi produzido em grande número (cerca de 5.000) durante a Segunda Guerra Mundial como o L-4 Grasshopper. Muitos Cubs ainda estão voando hoje e são altamente valorizados como aeronaves rústicas.

## Projeto e desenvolvimento
O Taylor E-2 Cub apareceu pela primeira vez em 1930, construído pela Taylor Aircraft, em Bradford, Pensilvânia. Patrocinado por William T. Piper, um industrial e investidor de Bradford, o acessível E-2 tinha como objetivo estimular um maior interesse pela aviação. Mais tarde, em 1930, a empresa faliu, com a compra dos ativos de Piper, mas mantendo o fundador C. Gilbert Taylor como presidente. Em 1936, um Cub anterior foi alterado pelo funcionário Walter Jamouneau para se tornar o J-2 enquanto Taylor estava de licença médica. (A coincidência levou à crença de que o "J" representava Jamouneau, enquanto o historiador da aviação Peter Bowers concluiu que a letra simplesmente seguia os modelos E, F, G e H, com o "I" omitido porque poderia ser confundido com o numeral um). Quando viu o redesenho, Taylor ficou tão furioso que demitiu Jamouneau. Piper, no entanto, encorajou as mudanças de Jamouneau e o contratou de volta. Piper então comprou a participação de Taylor na empresa, pagando-lhe US $ 250 por mês durante três anos.

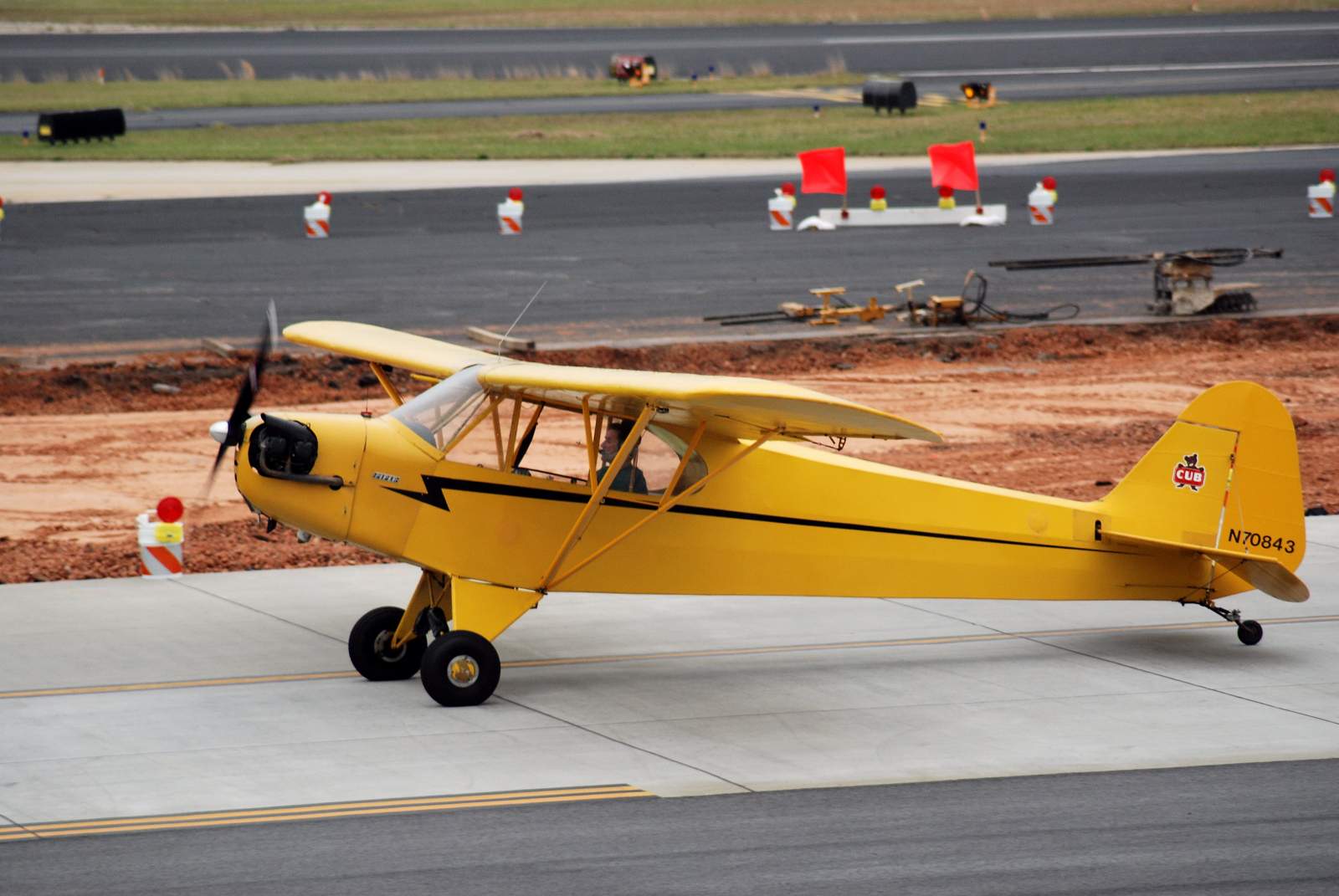
Um Piper J-3 Cub em sua
clássica pintura "Cub Yellow".

Embora as vendas tenham sido inicialmente lentas, cerca de 1.200 J-2 foram produzidos antes de um incêndio na fábrica da Piper, uma antiga fábrica de seda em Bradford, Pensilvânia, encerrou sua produção em 1938. Depois que Piper mudou sua empresa de Bradford para Lock Haven, Pensilvânia, o J-3, que apresentava mudanças adicionais por Jamouneau, substituiu o J-2. As mudanças integraram a barbatana vertical da cauda na estrutura da fuselagem traseira e cobriram-na simultaneamente com cada um dos lados da fuselagem, mudaram a forma da janela lateral mais traseira para um contorno semi-oval suavemente curvo e colocaram uma roda traseira articulada na extremidade traseira da fuselagem no mesmo estilo do J-2, ligado por sua função de direção à extremidade inferior do leme com molas e correntes leves em cada um dos controles do leme de extremidade dupla. Alimentado por um motor de 40 hp (30 kW), em 1938, ele era vendido por pouco mais de US $ 1.000.
Vários motores refrigerados a ar alternativos, normalmente de cilindros horizontais opostos, moviam os J-3 Cubs, designados "J3C" ao usar a série Continental A de motores, "J3F" quando usando o motor Franklin 4AC, e "J3L" quando usando o Lycoming O-145. Poucos exemplares designados como "J3P" foram equipados com motores radiais de 3 cilindros Lenape Papoose.
O início das hostilidades na Europa em 1939, junto com a crescente percepção de que os Estados Unidos poderiam em breve ser arrastados para a Segunda Guerra Mundial, resultou na formação do "Civilian Pilot Training Program" (CPTP). O Piper J-3 Cub se tornou a aeronave de treinamento principal do CPTP e desempenhou um papel fundamental em seu sucesso, alcançando o status de lendário. Cerca de 75% de todos os novos pilotos do CPTP (de um total de 435.165 graduados) foram treinados em Cubs. Ao final da guerra, 80% de todos os pilotos militares dos Estados Unidos haviam recebido seu treinamento de vôo inicial em Piper Cubs.
A necessidade de novos pilotos criou um apetite insaciável pelo Cub. Em 1940, um ano antes de os Estados Unidos entrarem na guerra, 3.016 Cubs foram construídos. As demandas do tempo de guerra logo aumentaram essa taxa de produção para um Cub sendo construído a cada 20 minutos.

## Flitfire

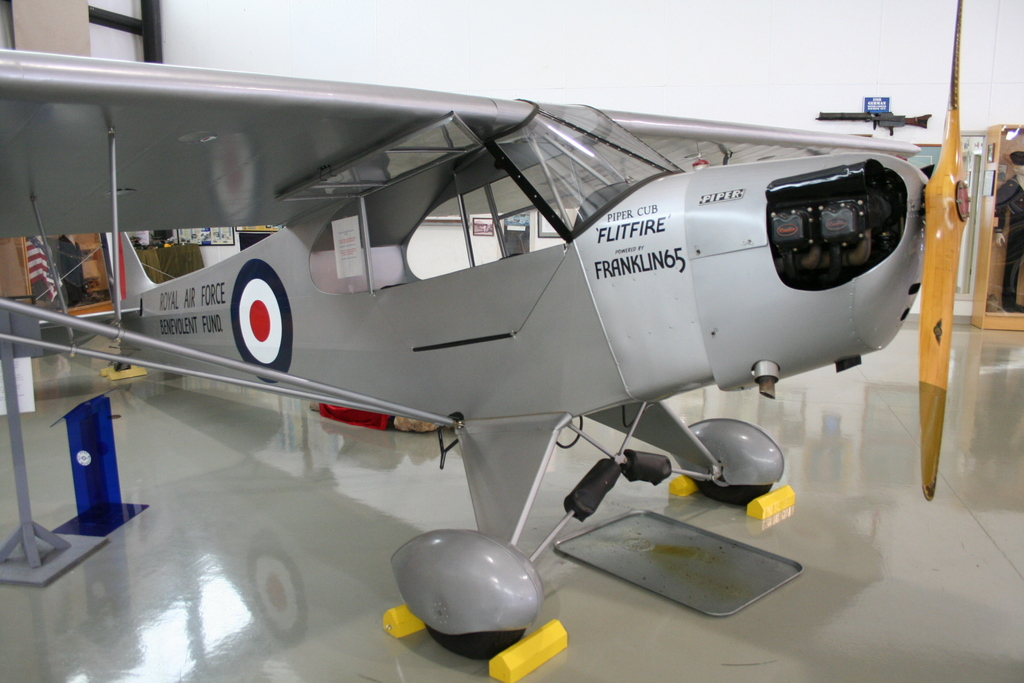
Um "Flitfire", usado nos esforços beneficentes
e de bônus de guerra da RAF.

Antes da entrada dos Estados Unidos na Segunda Guerra Mundial, os J-3 faziam parte de um programa de arrecadação de fundos para apoiar o Reino Unido. Anunciado com o nome comercial "Flitfire" (alusão ao "Spitfire"), um Piper Cub J3 com a insígnia da Força Aérea Real foi doado por W. T. Piper e Franklin Motors ao Fundo Benevolente da RAF para ser sorteado. Os distribuidores da Piper em todo o país foram incentivados a fazer o mesmo. Em 29 de abril de 1941, todas as 48 aeronaves "Flitfire", uma para cada um dos 48 estados que constituíam o país naquela época, voaram para o Campo de La Guardia para um evento de dedicação e arrecadação de fundos que incluiu oficiais da Marinha Real do encouraçado HMS Malaya, em Nova York para reparos, como convidados de honra. Pelo menos três dos "Flitfires" originais foram restaurados ao seu acabamento original na cor "silver-doped" (algo como "prata fosco").

## Histórico operacional

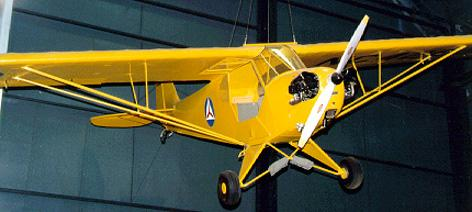
Um J-3 com marcação "CAP" em exibição no
National Museum of the United States Air Force.

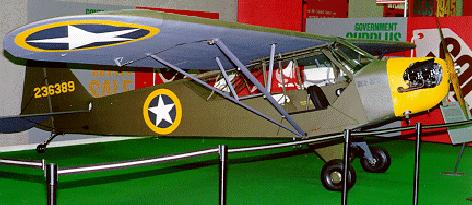
Um L-4A pintado e marcado para representar um avião que voou no apoio à invasão aliada do Norte da África em novembro de 1942.

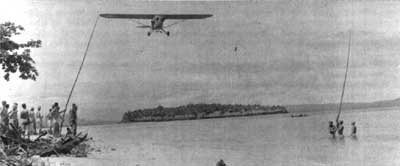
Um L-4H da força aérea improvisada da 1a Divisão Marítima, "pesca" uma mensagem de uma patrulha na costa norte da Nova Bretanha, Papua-Nova Guiné em 1943.

### Na Segunda Guerra Mundial
O Piper Cub rapidamente se tornou uma visão familiar. A primeira-dama Eleanor Roosevelt pegou um vôo em um J-3 Cub, posando para uma série de fotos publicitárias para ajudar a promover o CPTP. Cinejornais e jornais da época frequentemente apresentavam imagens de líderes do tempo de guerra, como os generais Dwight Eisenhower, George Patton e George Marshall, voando pelos campos de batalha europeus em Piper Cubs.
Cubs de propriedade de civis juntaram-se ao esforço de guerra como parte da "Civil Air Patrol" recém-formada, patrulhando a Costa Leste e a Costa do Golfo em uma busca constante por submarinos alemães e sobreviventes de ataques de submarinos.
A Piper desenvolveu uma variante militar ("Tudo o que tínhamos que fazer", citando Bill Jr., "era pintar o Cub verde-oliva fosco para produzir um avião militar"), designada de várias maneiras como O-59 (1941) , L-4 (após abril de 1942) e NE (Marinha dos EUA). O L-4 "Grasshopper" era mecanicamente idêntico ao J-3 Cub civil, mas era distinguível pelo uso de uma clarabóia de Plexiglas entre as asas e janelas traseiras para melhorar a visibilidade, como as usadas pelo Taylorcraft L-2 e o Aeronca L-3 também em uso nas forças armadas dos EUA. Tinha acomodações para um único passageiro além do piloto. Ao transportar apenas o piloto, o L-4 tinha uma velocidade máxima de 85 mph (137 km/h), velocidade de cruzeiro de 75 mph (121 km/h), teto de serviço de 12.000 pés (3.658 m), e  velocidade de estol de 38 mph (61 km/h), autonomia de três horas, e alcance de 225 mi (362 km). Cerca de 5.413 L-4 foram produzidos para as forças dos EUA, incluindo 250 construídos para a Marinha sob contrato como o NE-1 e o NE-2.
Todos os modelos L-4, bem como aeronaves de disposição de cockpit em tandem semelhantes da Aeronca e Taylorcraft, foram coletivamente apelidados de "Grasshoppers", embora o L-4 fosse quase universalmente conhecido por sua designação civil de "Cub". O L-4 foi usado extensivamente na Segunda Guerra Mundial para reconhecimento, transporte de suprimentos, tarefas de observação de artilharia e evacuação médica de soldados feridos. Durante a invasão aliada da França em junho de 1944, a velocidade de cruzeiro lenta do L-4 e a capacidade de manobra em baixa altitude o tornaram uma plataforma de observação ideal para detectar postos alemãs escondidos, esperando em emboscada na área de "bocage" ao sul das praias da invasão. Para essas operações, o piloto geralmente carregava um observador/operador de rádio e um rádio de comunicação de 25 libras, uma carga que frequentemente excedia a capacidade de peso especificada do avião. Após a invasão dos Aliados na França, os L-4s às vezes também eram equipados com racks improvisados, geralmente em pares ou quartetos, de bazucas de infantaria para ataque ao solo contra unidades blindadas alemãs. O mais famoso desses aviões de ataque ao solo L-4 foi apelidado de "Rosie the Rocketer", pilotado pelo Maj. Charles "Bazooka Charlie" Carpenter, cujos seis lançadores de foguetes de bazuca foram creditados com a eliminação de seis tanques inimigos e vários carros blindados durante seu serviço em tempo de guerra, especialmente durante a Batalha de Arracourt. Os L-4 também podiam ser operados a partir de navios, usando o sistema de pouso Brodie.
Depois da guerra, muitos L-4 foram vendidos como excedentes, mas um número considerável foi mantido em serviço. Os L-4 vendidos como excedentes nos EUA foram redesignados como J-3, mas muitas vezes mantiveram seus vidros e pinturas de tempos de guerra.

### Pós-guerra

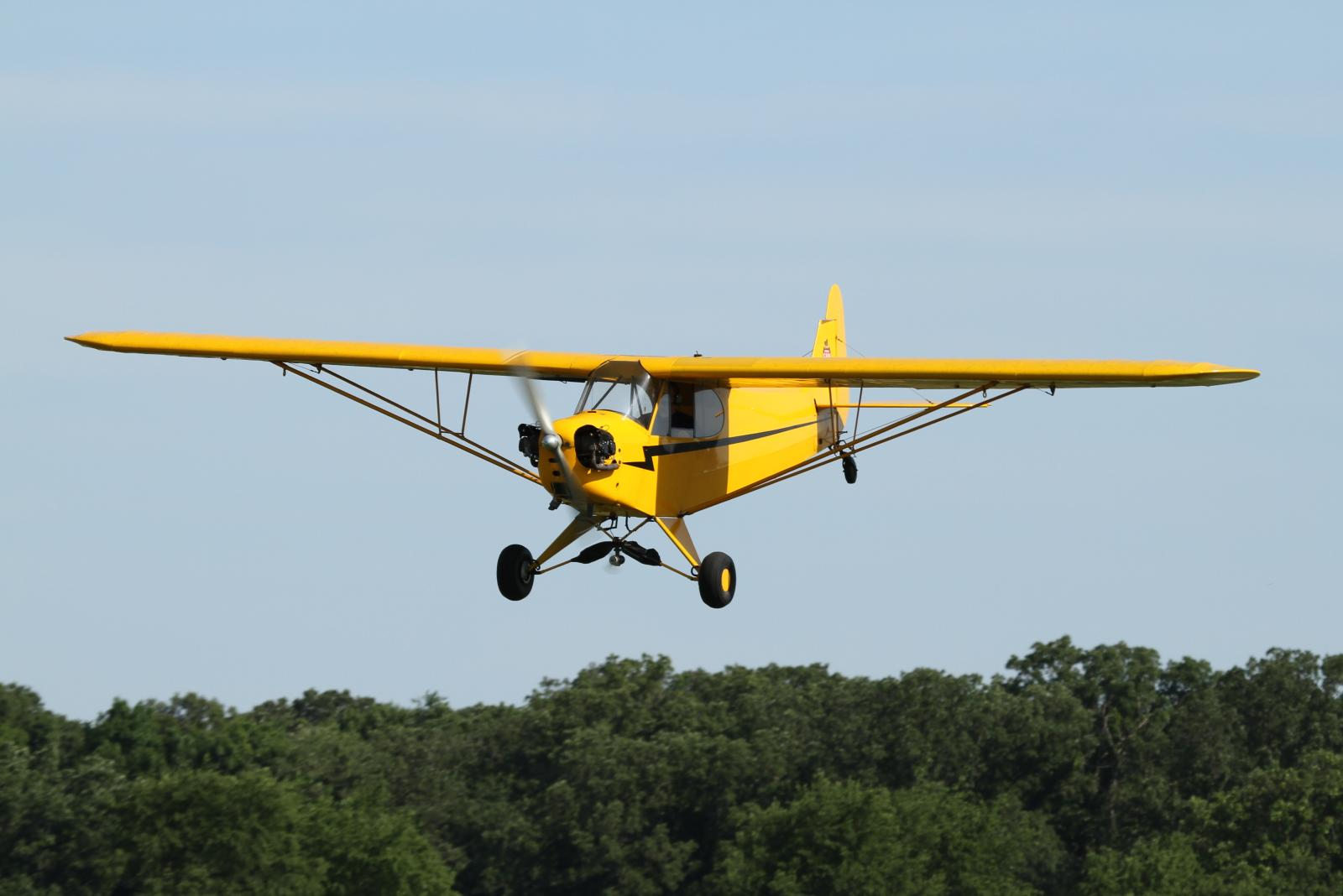
Um J3C-65 fabricado em 1946 em 2011.

Um ícone da era e da aviação geral americana, o J-3 Cub há muito é amado por pilotos e não pilotos, com milhares ainda em uso. A Piper vendeu 19.073 J-3 entre 1938 e 1947, a maioria deles L-4 e outras variantes militares. Após a guerra, milhares de Grasshoppers foram registrados como civis sob a designação J-3. Centenas de Cubs foram montados a partir de peças no Canadá (pela Cub Aircraft como "Cub Prospector"), na Dinamarca na Argentina e por um licenciado em Oklahoma.
No final da década de 1940, o J-3 foi substituído pelo Piper PA-11 Cub Special (1.500 produzidos), a primeira versão do Piper Cub a ter uma carenagem totalmente fechada para seu motor, em seguida, o Piper PA-18 Super Cub, que a Piper produziu até 1981, quando vendeu os direitos para a WTA Inc. Ao todo, a Piper produziu 2.650 Super Cubs. O Super Cub tinha um motor de 150 hp (110 kW) que aumentava sua velocidade máxima para 130 mph (210 km/h) e velocidade de cruzeiro de 115 mph (185 km/h). Seu alcance era de 460 milhas (740 km).

### Serviço na guerra da Coréia
O L-4 foi usado extensivamente pelas Forças Aéreas dos EUA e da Coreia do Sul no início dos anos 1950. Durante a Guerra da Coréia, o L-4 estava em serviço em muitas das mesmas funções que havia desempenhado durante a Segunda Guerra Mundial, como localização de artilharia, controle aéreo avançado e reconhecimento. Alguns L-4 foram equipados com um dossel de encosto alto para carregar uma única maca para a evacuação médica de soldados feridos.

### Produção moderna
Versões modernizadas e com motor superior são produzidas pela Cub Crafters de Washington e pela American Legend Aircraft do Texas, já que o Cub continua a ser procurado para situações rústicas devido a suas capacidades de decolagem e pouso curtas (STOL), bem como por pilotos recreativos para satisfazer um apelo à nostalgia. As novas aeronaves são na verdade baseadas no PA-11, embora a empresa Legend venda uma versão de capô aberto com as cabeças dos cilindros expostas, como o J-3 Cub. Um sistema elétrico é padrão de ambos os fabricantes.

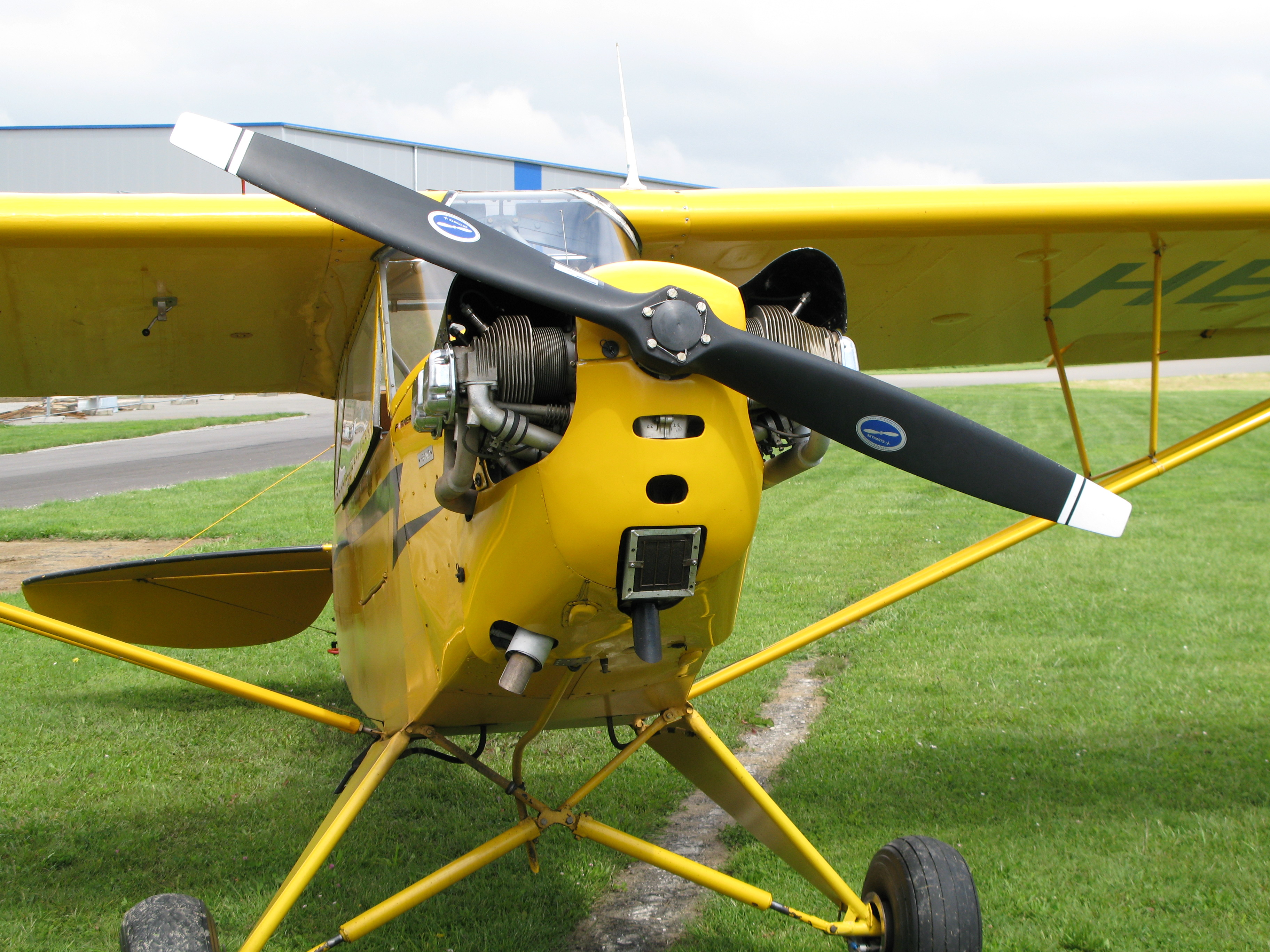
Um Piper J3C-65 visto de frente
exibindo as "sobrancelhas"
dos coletores de ar para os cilindros.

O J-3 se distingue de seus sucessores por ter um capô que expõe as cabeças dos cilindros do motor - os cilindros expostos de qualquer motor do J-3 eram geralmente equipados com conchas de ar de "sobrancelha" de metal para direcionar o ar sobre as aletas do cilindro para mais eficácia resfriamento do motor em vôo. Existem muito poucos outros exemplos de instalações "planas" de motores de aeronaves (em oposição aos motores radiais) em que as cabeças dos cilindros estão expostas. A partir do PA-11 até os modelos Super Cub atuais, a carenagem envolve as cabeças dos cilindros.
Uma curiosidade do J-3 é que quando em voo solo, o piloto solitário normalmente ocupa o assento traseiro para o equilíbrio adequado, para equilibrar o tanque de combustível localizado na parede corta fogo. Começando com o PA-11, bem como alguns L-4, o combustível era transportado em tanques nas asas, permitindo ao piloto voar sozinho no assento dianteiro.

## Variantes

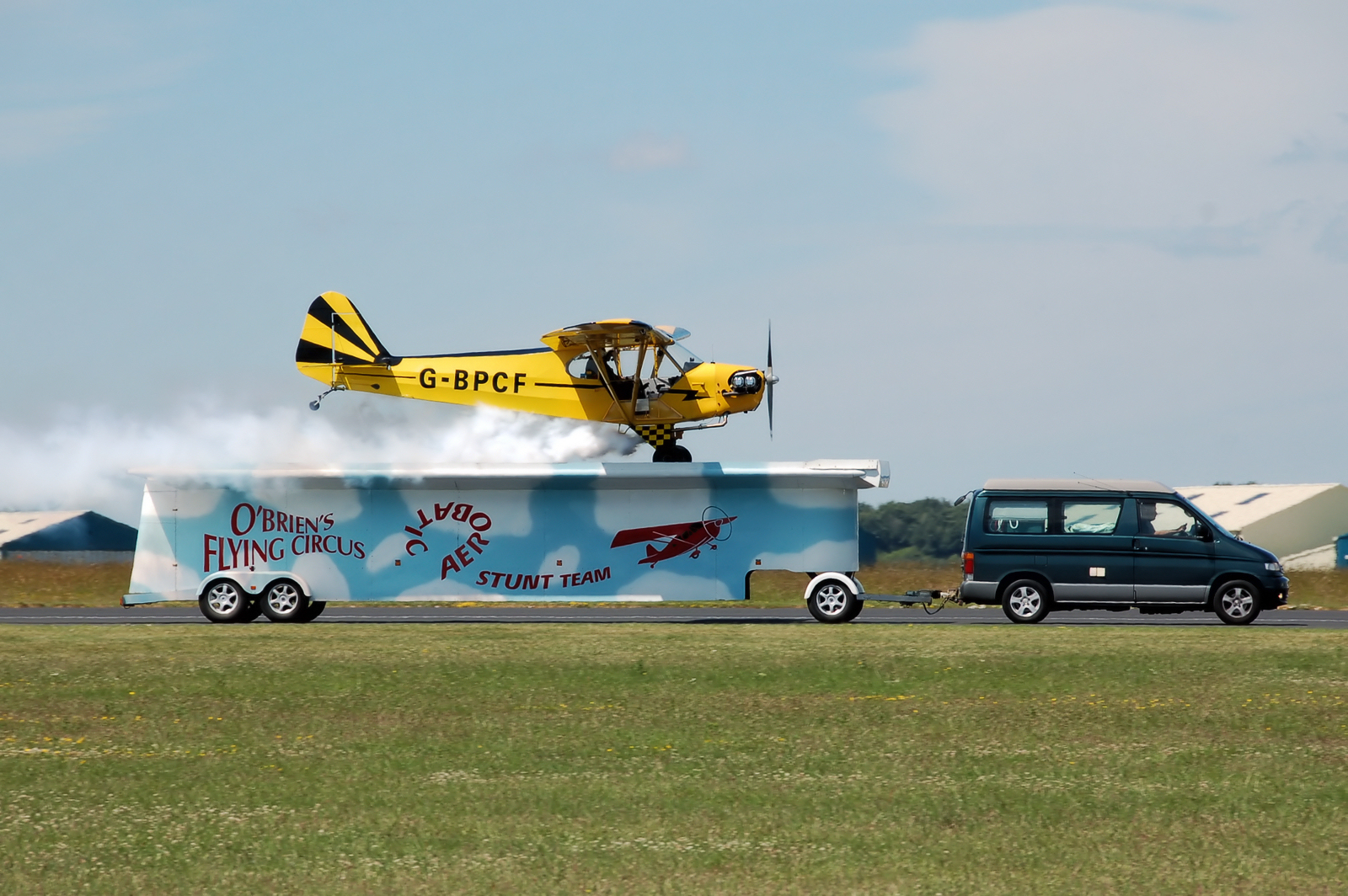
Um Piper J3C-65 com asa encurtada do
"O'Briens Flying Circus Aerobatic Stunt Team"
pousa num trailer em movimento
no Aeroporto de Cotswold.

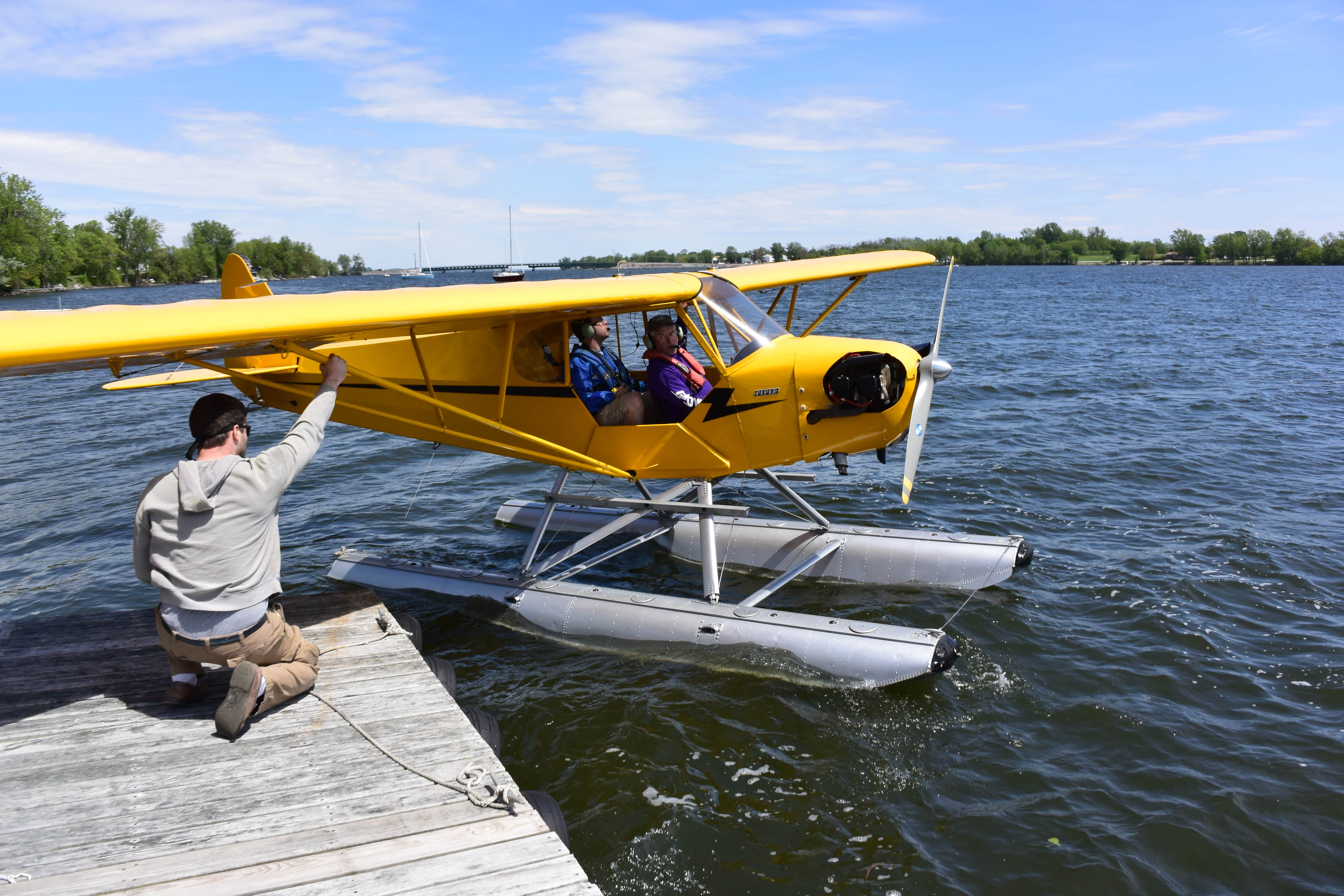
Um J3-65 com flutuadores.

### De uso civil
J-3
Equipado com motor Continental A-40, A-40-2, ou A-40-3 de 37 hp (0 kW), ou motor A-40-4 de 40 hp (0 kW).
J3C-40
Certificado em 14 de Julho de 1938 equipado com um Continental A-40-4 ou A-40-5 de 40 hp (0 kW).
J3C-50
Certificado em 14 de Julho de 1938 equipado com um Continental A-50-1 ou A-50-2 a -9 (inclusive) de 50 hp (0 kW).
J3C-50S
Certificado em 14 de Julho de 1938 equipado com um Continental A-50-1 ou A-50-2 a -9 (inclusive) de 50 hp (0 kW), equipado com kit de flutuação opcional.

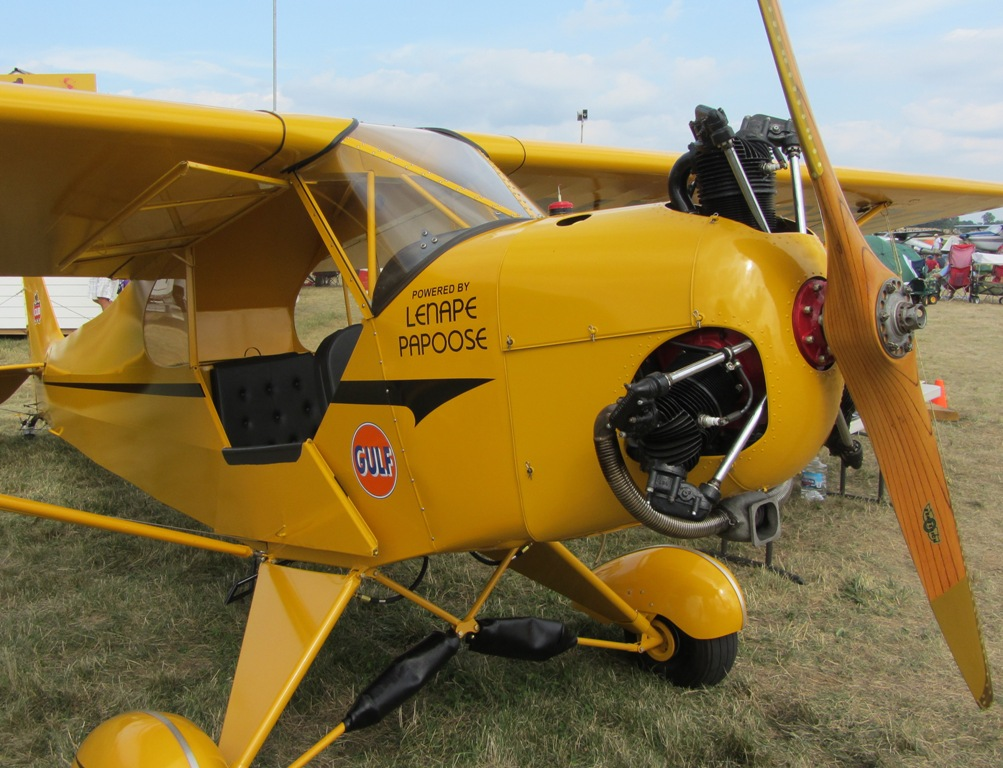
Um Piper J3P NX20280 com motor Lenape em Oshkosh, Julho de 2012.

J3C-65
Certificado em 6 Julho de 1939 equipado com um Continental A-65-1 ou A-65-3, 6, 7, 8, 8F, 9 ou 14 de 65 hp (0 kW) ou an A-65-14, Continental A-75-8, A-75-8-9 or A-75-12 de 75 hp (100 kW) ou Continental C-85-8 ou C-85-12 de 85 hp (100 kW) ou Continental C-90-8F de 90 hp (100 kW).
J3C-65S
Certificado em 27 de Maio de 1940 equipado com um Continental A-65-1 or A-65-3, 6, 7, 8, 8F, 9 ou 14 de 65 hp (0 kW) ou um A-65-14, Continental A-75-8, A-75-8-9 ou A-75-12 de 75 hp (100 kW) ou Continental C-85-8 ou C-85-12 de 85 hp (100 kW) ou Continental C-90-8F de 90 hp (100 kW), equipado com kit de flutuação.
J3F-50
Certificado em 14 de Julho de 1938 equipado com um Franklin 4AC-150 Series 50 de 50 hp (0 kW)
J3F-50S
Certificado em 14 de Julho de 1938 equipado com um Franklin 4AC-150 Série 50 de 50 hp (0 kW), equipado com kit de flutuação opcional.
J3F-60
Certificado em 13 de Abril de 1940 equipado com um Franklin 4AC-150 Série A de 65 hp (0 kW) ou um Franklin 4AC-171 de 60 hp (0 kW)
J3F-60S
Certificado em 31 de Maio de 1940 equipado com um Franklin 4AC-150 Série A de 65 hp (0 kW) ou um Franklin 4AC-171 de 60 hp (0 kW), equipado com kit de flutuação opcional.
J3F-65
Certificado em 7 de Agosto de 1940 equipado com um Franklin 4AC-176-B2 ou um Franklin 4AC-176-BA2 de 65 hp (0 kW)
J3F-65S
Certificado em 4 de Janeiro de 1943 equipado com um Franklin 4AC-176-B2 ou um Franklin 4AC-176-BA2 de 65 hp (0 kW), equipado com kit de flutuação opcional.
J3L
Certificado em 17 de Setembro de 1938 equipado com um Lycoming O-145-A1 de 50 hp (0 kW) ou um Lycoming O-145-A2 ou A3 de 55 hp (0 kW)
J3L-S
Certificado em 2 de Maio de 1939 equipado com um Lycoming O-145-A1 de 50 hp (0 kW) ou um Lycoming O-145-A2 ou A3 de 55 hp (0 kW), equipado com kit de flutuação opcional.
J3L-65
Certificado em 27 de Maio de 1940 equipado com um Lycoming O-145-B1, B2, ou B3 de 65 hp (0 kW)
J3L-65S
Certificado em 27 de Maio de 1940 equipado com um Lycoming O-145-B1, B2, ou B3 de 65 hp (0 kW), equipado com kit de flutuação opcional.
J3P
Variante com motor Lenape LM-3-50 de 50 hp (0 kW) ou Lenape AR-3-160 de três cilindros radial
J-3R
Variante de flaps com fendas e motor Lenape LM-3-65 de 65 hp (0 kW).
J-3X
Variante de 1944 com asa cantilever e motor Continental A-65-8 de 65 hp (0 kW).
Cammandre 1
Uma conversão francesa do J-3 Cub/L-4
Poullin J.5ACinco Cubs L-4 convertidos por Jean Poullin para tarefas especializadas.
Poullin J.5BUm único Cub L-4 convertido por Jean Poullin para tarefas especializadas.
Wagner Twin CubUma conversão com duas fuselagens do J-3 lado a lado.

### De uso militar

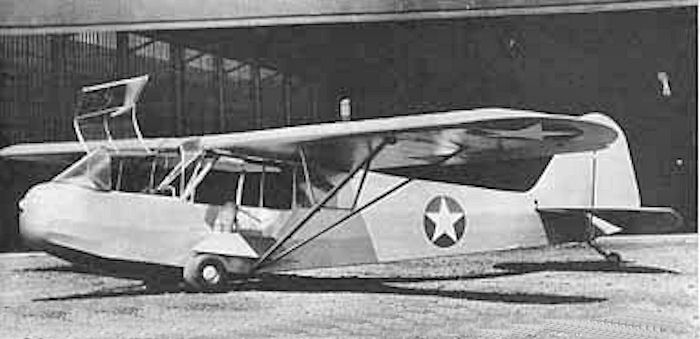
Piper TG-8.

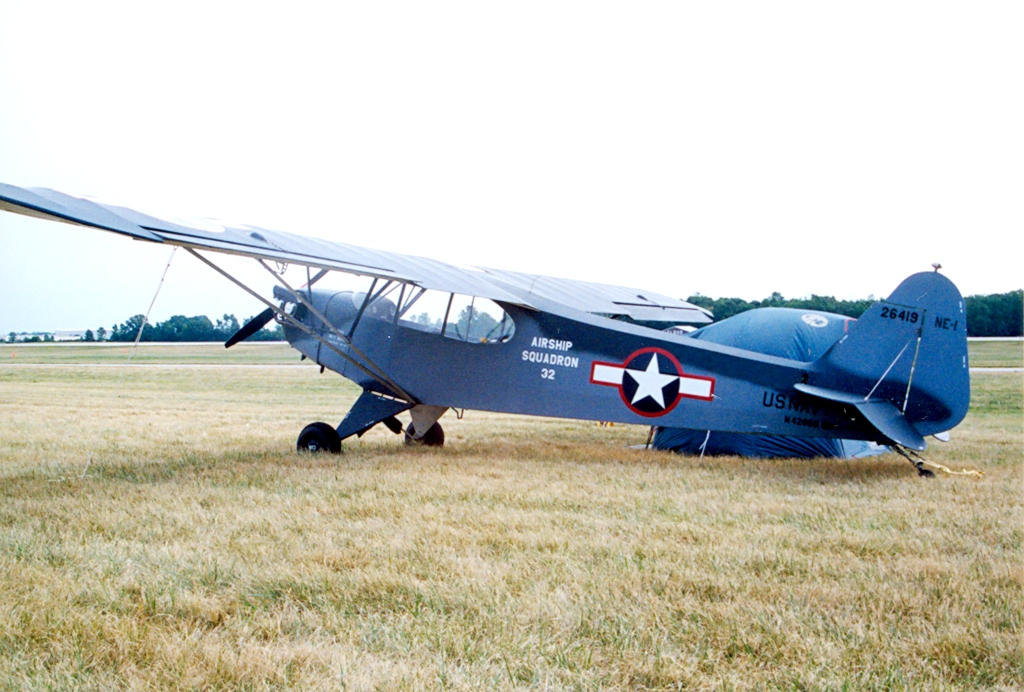
Piper NE-1.

YO-59
Quatro J3C-65 do "US Army Air Corps" (USAAC) para teste e avaliação.
O-59
Versão de produção para o USAAC; 140 construídos, mais tarde redesignados como "L-4".
O-59A
Versão melhorada, com motor Continental O-170-3 de 65-hp (48-kW); 948 construídos, mais tarde redesignados como "L-4A".
L-4
YO-59 e O-59 redesignados.
L-4A
O-59A redesignado.
L-4B
Como o L-4A, mas sem equipamento de rádio; 980 construídos.
L-4C
Oito J3L-65 de origem, os dois primeiros originalmente designados como UC-83A.
L-4D
Cinco J3F-65s de origem.
L-4H
Como o L-4B mas sem os equipamentos melhorados e com hélice de passo fixo, 1801 construídos.
L-4J
L-4H com hélice de passo variável, 1680 construídos.
UC-83A
Dois J3L-65s de origem, mais tarde redesignados como L-4C.
TG-8
Variante planadora de treinamento com três assentos, 250 construídos.
LNP
Designação da Marinha dos Estados Unidos para os três TG-8 recebidos.
NE-1
Designação da Marinha dos Estados Unidos para a versão de controles duplos do J3C-65, 230 construídos.
NE-2
Como o NE-1 com pequenas mudanças no equipamento, 20 construídos.

## Operadores

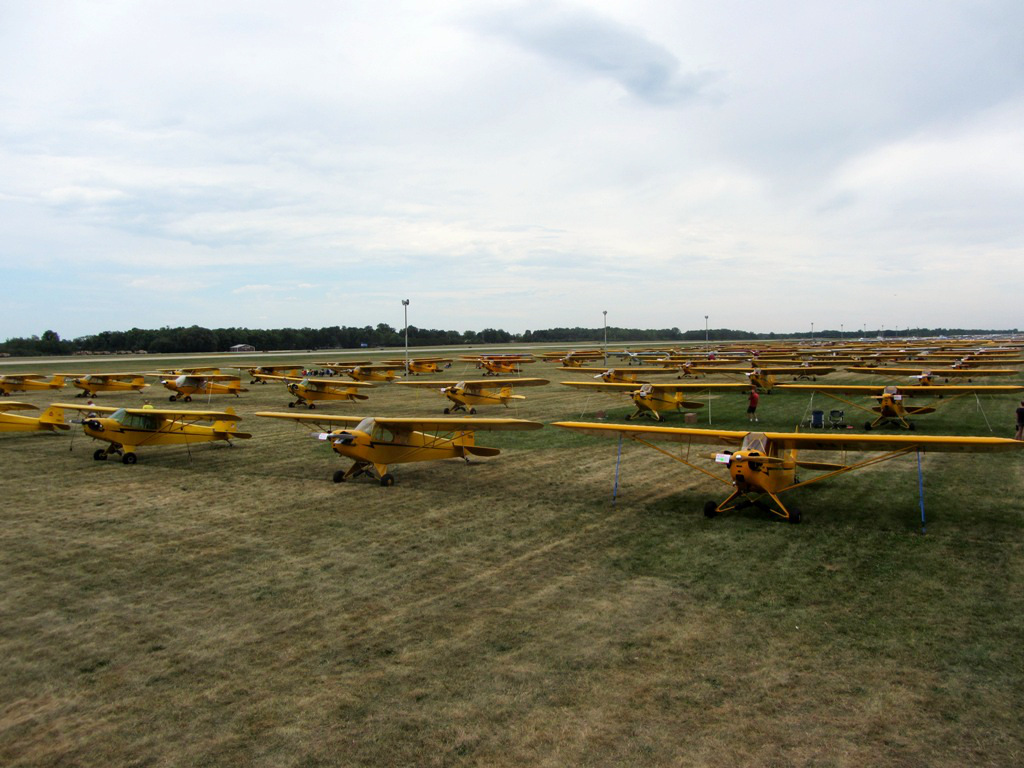
Alguns Cubs reunidos para o seu 75^{o} aniversário na AirVenture 2012.

### Civis
O Piper J-3 Cub tornou-se popular entre escolas de aviação - especialmente desde a existência do Programa de Treinamento de Pilotos Civis antes da Segunda Guerra Mundial, usando-a nos Estados Unidos - e assim continua entre particulares, até o século XXI, além de outros países.

### Militares

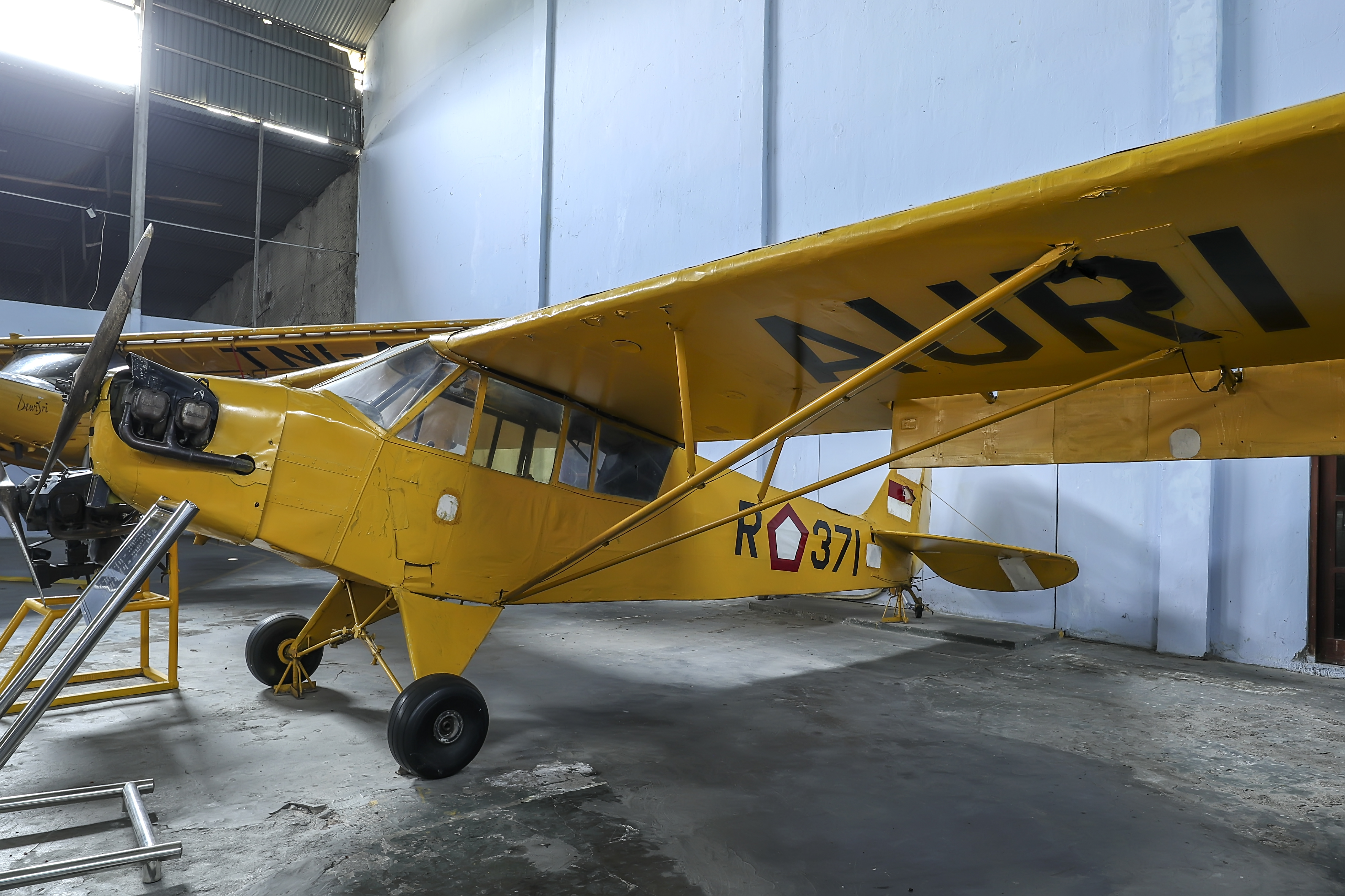
Um L-4J da Força Aérea da Indonésia
no Museu Dirgantara Mandala.

Índias Orientais Holandesas
- Força Aérea do Exército Real das Índias Orientais Holandesas[48]

 Indonésia
- Força Aérea da Indonésia[48]

 República da Coreia
- Força Aérea da Coreia do Sul[49]

 Paraguai
- Forças Armadas do Paraguai - L-4[50]

 Thailand
- Marinha Real Tailandesa[51]

 Reino Unido
- Força Aérea Real[52]

 Estados Unidos
- Força Aérea dos Estados Unidos[1]
- Exército dos Estados Unidos[49]
- Forças Aéreas do Exército dos Estados Unidos[1]
- Marinha dos Estados Unidos[1][49]
- Civil Air Patrol

## Especificação (J3C-65 Cub)
Dados coletados de:

### Características gerais
- Tripulação: um
- Capacidade: um passageiro
  - Carga útil: 455 lb (205 kg)
- Comprimento: 22 pés 5 pol (6,83 m)
- Envergadura: 35 pés 3 pol (10,74 m)
- Altura: 6 pés 8 pol (2,03 m)
- Área da asa: 178,5 pés quadrados (16,58 m2)
- Peso vazio: 765 lb (345 kg)
- Peso máximo de decolagem: 1.220 lb (550 kg)
- Motorização: 1 × motor Continental A-65-8 de 4 cilindros horizontais postos refrigerado a ar, 65 hp (48 kW) a 2.350 rpm
- Hélices: hélice de passo fixo de 2 pás

### Performance
- Velocidade máxima: 87 mph (140 km/h, 76 kn)
- Velocidade de cruzeiro: 75 mph (121 km/h, 65 kn)
- Alcance: 220 mi (354 km, 191 nmi)
- Teto de serviço: 11.500 pés (3.500 m)
- Taxa de subida: 450 pés/min (2,3 m/s)
- Carga da asa: 6,84 lb/pés quadrados (33,4 kg/m2)
- Potência/massa: 18,75 lb/hp (11,35 kg/kW)

## Desenvolvimentos relacionados
- American Legend AL3C-100
- CubCrafters CC11-100 Sport Cub S2
- LIPNUR Belalang
- Marawing 1-L Malamut
- Piper J-2
- Piper PA-15 Vagabond
- Piper PA-16 Clipper
- Piper PA-18 Super Cub
- Piper PA-20 Pacer
- Wag-Aero CUBy

## Projetos similares
- Aeronca Champion
- Aeronca L-3
- American Eagle Eaglet 31
- Fieseler Fi 156 Storch
- Kitfox Model 5
- Taylorcraft BC-65
- Taylorcraft L-2